# Horst Beseler
Horst Beseler (* 29. Mai 1925 in Berlin; † 19. Oktober 2020 in Teterow) war ein deutscher Schriftsteller.

## Leben
Horst Beseler war der Sohn eines Reichsbahnangestellten. Er besuchte die Volksschule und ein Realgymnasium. 1944 wurde er zur Wehrmacht eingezogen. Er geriet in amerikanische Kriegsgefangenschaft. Von 1945 bis 1947 arbeitete er als Techniker und Telefonist in einem Filmkopierwerk der sowjetischen Besatzungsmacht in Berlin-Johannisthal. Von 1947 bis 1952 war er als Journalist für die Zeitungen Junge Welt und Neues Deutschland tätig. Ab 1952 lebte er als freier Schriftsteller in Hinzenhagen bei Güstrow.
Horst Beseler war der Verfasser von Romanen, Erzählungen, feuilletonistischen Arbeiten und Drehbüchern. Er schrieb eine Reihe von Büchern für Kinder und Jugendliche; sein Roman Käuzchenkuhle von 1965 war eines der erfolgreichsten Jugendbücher der DDR-Literatur, wurde Schullektüre und 1969 unter demselben Titel verfilmt.
Horst Beseler gehörte dem Schriftstellerverband der DDR an; ab 1973 war er Vorsitzender im Bezirk Schwerin und ab 1978 Mitglied des Präsidiums des Gesamtverbandes. Er erhielt u. a. folgende Auszeichnungen: 1957 den Theodor-Fontane-Preis des Bezirks Potsdam, 1966 die Erich-Weinert-Medaille, 1973 den Fritz-Reuter-Preis sowie 1978 den Vaterländischen Verdienstorden in Bronze. 1982 erhielt er den Nationalpreis der DDR II. Klasse für Kunst und Literatur.
Horst Beseler war seit 1952 mit der 2016 verstorbenen Fotografin Edith Rimkus-Beseler verheiratet.

## Werke
- Die Moorbande, Berlin 1952 (Erzählung)
- Heißer Atem, Berlin 1953
- Die Moorbande, Berlin 1953 (Theaterstück)
- Im Garten der Königin, Berlin 1957
- Verliebt in Berlin, Berlin 1958 (zusammen mit Edith Rimkus)
- Bullermax, Berlin 1964 (zusammen mit Edith Rimkus)
- Käuzchenkuhle, Berlin 1965
- Matti im Wald, Berlin 1966 (zusammen mit Edith Rimkus)
- Die Linde vor Priebes Haus, Berlin 1970
- Jemand kommt, Berlin 1972
- Auf dem Fluge nach Havanna, Berlin 1973
- Tiefer blauer Schnee, Berlin 1976
- Tule Hinrichs’ Sofa, Berlin 1981
- Der lange Schatten, Berlin 1987
- Der Fall schwarze Eule, Schwerin 1997

## Filmografie
- 1960: Ein neuer Tag bricht an (Drehbuch, Co-Autor)
- 1961: Der Tod hat ein Gesicht (Drehbuch, Co-Autor)
- 1963: Nebel (Drehbuch, Co-Autor)
- 1969: Käuzchenkuhle
- 1973: Auf dem Flug nach Havanna (TV)
- 1981: Tiefer blauer Schnee (TV)